# Kakasd, Tolna
Kakasd  este un sat în districtul Bonyhád, județul Tolna, Ungaria, având o populație de 1.663 de locuitori (2011). 

## Demografie
Componența etnică a satului Kakasd
     Maghiari (90,84%)
     Germani (8,98%)
     Necunoscut (0,18%)
     Alții (0,18%)
Componența confesională a satului Kakasd
     Romano-catolici (74,92%)
     Fără religie (4,57%)
     Reformați (1,2%)
     Luterani (1,14%)
     Necunoscută (17,92%)
     Atei (0,24%)
     Alte religii (0,42%)
Conform recensământului din 2011, satul Kakasd avea 1.663 de locuitori. Din punct de vedere etnic, majoritatea locuitorilor (90,84%) erau maghiari, cu o minoritate de germani (8,98%). Apartenența etnică nu este cunoscută în cazul a 0,18% din locuitori.  Din punct de vedere confesional, majoritatea locuitorilor (74,92%) erau romano-catolici, existând și minorități de persoane fără religie (4,57%), reformați (1,2%) și luterani (1,14%). Pentru 17,92% din locuitori nu este cunoscută apartenența confesională.